# Strikeforce: Evolution
Strikeforce: Evolution（ストライクフォース：エヴォリューション）は、アメリカ合衆国の総合格闘技団体「Strikeforce」の大会の一つ。2009年12月19日、カリフォルニア州サンノゼのHPパビリオンで開催された。
大会では、ライト級王者ジョシュ・トムソンと同級暫定王者ギルバート・メレンデスによるStrikeforce世界ライト級王座統一戦が行われるとともに、メインイベントでカン・リー対スコット・スミスによるミドル級戦が行われた。

## 大会概要
第6試合ではメレンデスがトムソンを判定で下し、王座の統一を果たすとともに第4代世界ライト級王者となった。
メインイベントでは、俳優業からの総合格闘技復帰を果たしたカン・リーがスコット・スミスに逆転のKO負けを喫した。
DREAMに出場していたホナウド・ジャカレイがStrikeforce初参戦を果たし、マット・リンドランドに肩固めで一本勝ちを収めた。

## 試合結果

### プレリミナリィカード
第1試合 フェザー級 5分3R
○  アレッシャンデル・クリスピーム vs.  AJ・フォンセカ ×
3R終了 判定3-0（30-27、30-27、30-27）
第2試合 ライト級 5分3R
○  ジャスティン・ウィルコックス vs.  中村大介 ×
3R終了 判定3-0（30-27、29-28、30-27）
第3試合 ライトヘビー級 5分3R
○  アントウェイン・ブリット vs.  スコット・ライティ ×
1R終了時 TKO（ドクターストップ：カット）

### メインカード
第4試合 ヘビー級 5分3R
○  キング・モー vs.  マイク・ホワイトヘッド ×
1R 3:08 KO（右ストレート→パウンド）
第5試合 ミドル級 5分3R
○  ホナウド・ジャカレイ vs.  マット・リンドランド ×
1R 4:18 肩固め
第6試合 Strikeforce世界ライト級王座統一戦 5分5R
○  ギルバート・メレンデス vs.  ジョシュ・トムソン ×
5R終了 判定3-0（48-47、49-46、49-46）
※メレンデスが王座獲得に成功。
第7試合 ミドル級 5分3R
○  スコット・スミス vs.  カン・リー ×
3R 3:25 KO（右ストレート→パウンド）